# Трифонов, Феоктист Андреевич
Феокти́ст Андре́евич Три́фонов (19 августа 1921, село Новоильинка, Томская губерния — 19 ноября 1943, Речица, Гомельская область) — командир батареи 89-й тяжёлой гаубичной артбригады 12-й артиллерийской дивизии прорыва Резерва Главного Командования (Белорусский фронт), старший лейтенант, Герой Советского Союза.

## Биография
Феоктист Трифонов родился в селе Новоильинка Томской губернии в семье крестьянина-рыбака. Русский. Получил среднее образование — в 1940 году окончил 10 классов Колпашевской средней школы № 1.
Призван в Красную Армию в 1940 году. После начала Великой Отечественной войны продолжал служить в частях местного военного округа. В 1943 году был направлен в школу командиров, окончил Томское артиллерийское училище, получил воинское звание лейтенанта и в должности командира батареи направлен в действующую армию. В боях — с 28 апреля 1943 года. Воевал в составе подразделений РККА на Центральном, Белорусском и 1-м Белорусском фронтах. Прошёл путь от сражений на Курской дуге (получил орден «Красной Звезды» и звание старший лейтенант) до Днепра. Член ВКП(б) с 1943 года.
Свой подвиг Феоктист Трифонов совершил в ходе Гомельско-Речицкой операции 18 ноября 1943 года. А на следующий день погиб от осколка снаряда.
Газеты того времени сообщали:

…Колхозники Нарымского округа и Колпашевского района собрали деньги на сооружение самоходных установок имени своего земляка. За короткий срок было внесено 710 тысяч рублей. Вскоре мощные самоходные орудия, на бортах которых было написано «Герой Советского Союза Ф. А. Трифонов», были уже на фронте. В начале 1945 года в Колпашево пришло сообщение, что самоходные орудия переданы танковым войскам генерал-полковника Богданова и громят подлого врага на его земле…
Похоронен в братской могиле в городе Речица (Гомельская область, Белоруссия).

## Подвиг
18 ноября 1943 года в районе деревни Романовка (южнее города Речица, Гомельская область) офицер Трифонов первым переправился на правый берег Днепра и, в условиях ожесточённого автоматного и пулемётного обстрела, окопался и устроил наблюдательный пункт на небольшой возвышенности. Установив телефонную связь с левым берегом, корректировал огонь всего артдивизиона, чем помог пехоте отбить контратаки врага и закрепиться на плацдарме. Когда была налажена временная переправа, на правый берег перевезли орудия его батареи и артиллеристы вновь начали бить врага.
Этот плацдарм на правобережье Днепра опасно навис над крупной гомельской группировкой войск противника. Немецкое командование приняло решение о ликвидации плацдарма, стянуло сюда силы с соседних участков фронта. Завязались ожесточённые схватки, переходящие в рукопашные. 18 ноября 1943 года в таких схватках за наблюдательный пункт артиллерии отличился командир батареи 89-й тяжелой гаубичной артбригады 12-й артиллерийской дивизии прорыва Резерва Главного Командования старший лейтенант Ф. А. Трифонов. Офицер лично подручным оружием и гранатами уничтожил около 500 гитлеровцев. Враг яростно рвался вперёд, беря в «клещи» наблюдательный пункт, и тогда Феоктист Трифонов вызвал огонь заречной артиллерии на себя, на свой НП. Атака была отбита, но через несколько часов всё повторилось и опять пришлось вызывать огонь на себя. Плацдарм был удержан. За этот бой Феоктист Андреевич Трифонов был представлен командованием к званию «Герой Советского Союза». Но Золотую Звезду Героя за свой подвиг Ф. А. Трифонову не суждено было получить. Он погиб в бою уже на следующий день, 19 ноября.
Указом Президиума Верховного Совета СССР от 24 декабря 1943 года за образцовое выполнение боевых заданий командования на фронте борьбы с немецко-фашистскими захватчиками и проявленные при этом отвагу и геройство старшему лейтенанту Феоктисту Андреевичу Трифонову было посмертно присвоено звание Героя Советского Союза с награждением орденом Ленина.

## Награды и звания
- Медаль «Золотая Звезда» Героя Советского Союза
- Орден Ленина
- Орден Красной Звезды
- Медали.

## Память
- Имя Трифонова Ф. А. увековечено на памятной стеле томичей — Героев Советского Союза в мемориальном комплексе Лагерного сада города Томска.
- Имя Трифонова Ф. А. в 2006 году присвоено средней общеобразовательной школе № 1 (СОШ № 1) города Колпашево, на здании школы установлена мемориальная доска.
- Ежегодно в ноябре в СОШ № 1 проводится неделя памяти Ф. А. Трифонова, а 19 ноября в школе проходит день Героя Советского Союза Ф. Трифонова, в который школьники посещают монумент с бюстом Героя на его родине, в селе Новоильинка.
- В честь Героя в Томске названа улица. На доме 26 установлена мемориальная доска (недоступная ссылка).
- В память о земляке-герое в Колпашево названа улица Трифонова.
- Именем Героя названа улица в городе Речица Гомельской области Белоруссии[4].
- В Речицком краеведческом музее хранятся материалы, посвящённые Ф. А. Трифонову[5].